# Daruma

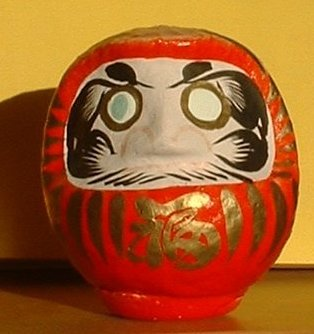
Um Daruma com somente um dos olhos pintados, simbolizando que um pedido foi feito, mas ainda não respondido.

Daruma (em japonês だるま) é uma espécie de boneco que representa Bodidarma, um monge da Índia que fundou o Zen Budismo na China. Ele atingiu a "iluminação" budista após meditar por um período de nove anos. Dizem que ele permaneceu sem mover ou fechar os olhos. Durante o processo, o monge removeu suas pálpebras de modo que ele não dormisse durante a meditação, e seus membros atrofiaram pelo desuso nos nove anos de meditação. O nome Daruma foi dado pelos japoneses (vem da pronúncia de Darma).
O daruma geralmente é feito de madeira e é representado como uma figura arrendondada, com corpo vermelho, sem braços e sem pernas. Seus olhos não têm pupilas. As pessoas usam os bonecos para fazerem pedidos.